# Административное деление СССР на 1 октября 1931 года

## СССР.1 октября1931 года
СССР делился на республики
- общее число советских республик — 7
- общее число советских республик ЗСФСР — 3
- общее число автономных республик — 15
- общее число краёв — 9
- общее число областей — 6
- общее число округов — 228
- общее число национальных округов — 11
- общее число районов — 2 591
- общее число сельсоветов — 68 209
- общее число городов — 711, в том числе выделенных в самостоятельные административно-хозяйственные единицы — 157
- общее число рабочих посёлков — 516
- общее число сельских населённых пунктов — 606 753
- столица СССР — город Москва
- список республик и краёв:

1. РСФСР (г. Москва)
  1.     1. Башкирская АССР (г. Уфа)
    2. Бурято-Монгольская АССР (г. Верхнеудинск)
    3. Дагестанская АССР (г. Махач-Кала)
    4. Казакская АССР (г. Алма-Ата)
    5. Карельская АССР (г. Петрозаводск)
    6. Киргизская АССР (г. Фрунзе)
    7. Крымская АССР (г. Симферополь)
    8. АССР Немцев Поволжья (г. Энгельс)
    9. Татарская АССР (г. Казань)
    10. Чувашская АССР (г. Чебоксары)
    11. Якутская АССР (г. Якутск)
    12. Северный край (г. Архангельск)
    13. Нижегородский край (г. Нижний Новгород) — входит Чувашская АССР
    14. Средне-Волжский край (г. Самара)
    15. Нижне-Волжский край (г. Саратов) — входит АССР Немцев Поволжья
    16. Северо-Кавказский край (г. Ростов на Дону)
    17. Западно-Сибирский край (г. Новосибирск)
    18. Восточно-Сибирский край (г. Иркутск) — входит Бурято-Монгольская АССР
    19. Дальне-Восточный край (г. Хабаровск)
2. Украинская ССР (г. Харьков)
  1.     1. Молдавская АССР (г. Тирасполь)
3. Белорусская ССР (г. Минск)
4. ЗСФСР (г. Тифлис)
  1. Азербайджанская ССР (г. Баку)
    1. Нахичеванская АССР (г. Нахичевань)

  2. Армянская ССР (г. Эривань)
  3. Грузинская ССР (г. Тифлис)
    1. Абхазская АССР (г. Сухум)
    2. Аджарская АССР (г. Батум)
5. Таджикская ССР (г. Сталинабад)
6. Туркменская ССР (г. Ашхабад)
7. Узбекская ССР (г. Ташкент, до 1931 года — г. Самарканд)